# 穆罕默德·伊本·阿里·拉万迪
穆罕默德·伊本·阿里·拉万迪（波斯語：محمد بن علی راوندی，Muhammad ibn Ali Rawandi，去世于1207年之后），一译拉旺迪或拉文迪，是波斯历史学家，在大塞尔柱帝国衰落及花剌子模帝国入侵时期写下了历史著作《心灵的慰藉与欢乐的标志》（Rāḥat al-ṣudūr wa āyat al-surūr），简称《心灵的慰藉》（Rāḥat al-ṣudūr，一译《胸膛的安息》）。

## 生平
关于拉万迪的生平，目前史料只有他本人的著作可供参考。据《心灵的慰藉》，他出生于卡尚附近一个叫拉万德（Rawand）的地方，其家庭是书香门第。1174年至1184年间在哈马丹学习哈乃斐教法。因为精习书法，他曾在塞尔柱苏丹图赫里勒三世宫中为苏丹制作《古兰经》抄本，并得到了苏丹的青睐。图赫里勒三世被囚后，拉万迪得到了西哈布丁·卡尚尼（Shihab al-Din al-Kashani）的资助，卡尚尼让拉万迪撰写《心灵的慰藉》。
拉万迪去世于1207年之后。

## 著作
《心灵的慰藉》一书以波斯语写成，主要记载了大塞尔柱帝国的历史。书中关于塞尔柱早期的历史主要依靠1175年左右完成的札希鲁丁·你沙不里《塞尔柱志》写成。但因为拉万迪本人就是图赫里勒三世的宫廷成员，直接经历见证了1175年之后的事件，因此该书成为了关于图赫里勒三世统治时期的宝贵资料。虽然该书是一部历史著作，但其中有许多其它的内容，如双陆棋、象棋、书法、马术、狩猎、宴饮、哈乃斐教法著作、宫廷成就以及道德说教等内容。
拉万迪本想将此书献给罗姆苏丹苏莱曼沙二世，但凯霍斯鲁一世复位后，拉万迪将著作献给了凯霍斯鲁。
在奥斯曼苏丹穆拉德二世统治时期，《心灵的慰藉》被翻译成了奥斯曼土耳其语。穆罕默德·伊克巴勒于1927年校订出版了《心灵的慰藉》一书。伊克巴勒、爱德华·布朗、米尔扎·穆罕默德·加兹维尼（Mirza Muhammad Qazwini）等学者均认为，拉万迪《心灵的慰藉》一书是许多其他历史著作的史料来源，如拉施德丁《史集》、米尔洪德《清净园》以及哈马达拉·穆斯陶菲·加兹维尼的《选史》等。